# Euonymus nanus
Euonymus nanus är en benvedsväxtart som beskrevs av Friedrich August Marschall von Bieberstein. Euonymus nanus ingår i släktet Euonymus och familjen Celastraceae. Inga underarter finns listade.